# Allomogurnda
Die Gattung Allomogurnda aus Neuguinea beherbergt Süßwasser-Grundelarten aus der Familie der Schläfergrundeln. Der Gattungsname (gr. allo = anderer, anders oder fremd) deutet auf die Verbindung zu der Schwestergattung Mogurnda hin.

## Merkmale
Im Vergleich zu der Schwestergattung Mogurnda haben die Grundeln dieser Gattung einen schlankeren Körper und einen breiteren Kopf. Wichtigstes Unterscheidungsmerkmal ist jedoch eine ungewöhnliche Anordnung der vordersten Schuppen am Kopf im Bereich zwischen den Augen. Diese Schuppen sind mit ihren freien Rändern nach vorne gerichtet, und nicht wie normalerweise nach hinten. Der Körper ist teils von Rundschuppen, teils von Kammschuppen bedeckt, am Kopf teilweise schuppenlos.
Die erste Rückenflosse ist kürzer als die zweite. Der fünfte oder sechste Flossenstrahl der ersten Rückenflosse ist normalerweise am längsten. Die Bauchflossen sind komplett voneinander getrennt.
- Flossenformel: Dorsale 1 VI–VIII, Dorsale 2 I/9–12, Anale I/7–12, Ventrale I/5, Pectorale 13–17, Caudale 13–16.

Die größte Art der Gattung ist Allomogurnda papua mit einer Körperlänge von etwa 12 cm, die kleinste Allomogurnda nesolepis erreicht etwa 4 cm.

## Vorkommen und Habitat
Die Gattung kommt im Süßwasser sowohl im Tiefland als auch im Hochland Neuguineas bis in Höhen von etwa 2000 Metern vor. Die Verbreitungsgebiete der acht Arten liegen überwiegend im nördlichen Teil Neuguineas und scheinen sich nicht zu überlappen. Drei Arten kommen auf vorgelagerten Inseln vor. Auf Yapen, einer auf dem Festlandsockel liegenden Insel, kommt A. sampricei vor, die nahe mit der auf dem Festland lebenden A. nesolepis verwandt ist. A. insularis und A. montana kommen auf den D’Entrecasteaux-Inseln vulkanischen Ursprungs vor, die nie eine Verbindung zum Festland aufwiesen. Sie sind möglicherweise aus Vorfahren von A. papua hervorgegangen, die heute auf dem benachbarten Festland lebt.

## Systematik
Die auf Neuguinea endemische Gattung Allomogurnda hat Allen im Jahr 2003 von der Gattung Mogurnda abgespalten. Gattungstypus ist die schon 1907 von Weber wissenschaftlich beschriebene Art Allomogurnda nesolepis. Die Gattung umfasst acht Arten.
- Allomogurnda flavimarginata Allen, 2003 aus der Umgebung von Bulolo und Wau in Papua-Neuguinea
- Allomogurnda hoesei Allen, 2003 bei Ialibu in der Southern Highlands Province (Papua-Neuguinea)
- Allomogurnda insularis Allen, 2003 auf der Goodenough-Insel (Papua-Neuguinea)
- Allomogurnda landfordi Allen, 2003 aus dem Hochland zwischen dem Lakekamu und dem Kikori (Papua-Neuguinea)
- Allomogurnda montana Allen, 2003 auf der Fergusson-Insel (Papua-Neuguinea)
- Allomogurnda nesolepis (Weber, 1907) aus dem nördlichen Neuguinea zwischen dem Wapoga und dem Markham
- Allomogurnda papua Allen, 2003 aus Papua-Neuguinea zwischen dem Huongolf und dem Laloki bei Port Moresby
- Allomogurnda sampricei Allen, 2003 aus dem Süden der Insel Yapen in der Provinz Papua (Indonesien)